# Plaine des sports d'Avignon
La Plaine des Sports est un complexe sportif situé à Avignon, en région Provence-Alpes-Côte d'Azur.
L'ancien Parc des Sports réservé à la pratique sportive en club a été requalifié au début des années 2020 pour être transformé en espace public destiné à la pratique sportive de loisir. 
Le complexe est la propriété de la Ville d'Avignon ainsi que la résidence du SO Avignon XIII, depuis 2017, sur son Stade d'Honneur. La capacité de ce stade est de 17 518 places.

## Localisation
La Plaine des Sports d'Avignon est située entre les avenues Pierre de Coubertin, de l'Amandier et Pierre Semard dans le quartier Saint-Chamand de la ville d'Avignon.

## Historique
Le Stade d'Honneur a été construit en 1969, pour accueillir les matchs de l'Olympique Avignonnais.
En 1972, le stade sert de décor au film Les Fous du stade de Claude Zidi, où se déroulent les Jeux Olympiques.
En 2009, à la suite de la fusion de l'Athlétic Club Arlésien et de la Ville d'Avignon, le stade accueille prioritairement les matchs du nouvel Athlétic Club Arles-Avignon évoluant alors en Championnat de France de Ligue 2 de football.
La rénovation du Stade d'Honneur fut nécessaire pour être aux normes. Finalement, le coût pour la ville d'Avignon est d'un million d'euros. Le conseil d'administration de la Ligue de football professionnel, à la suite du rapport de la commission des stades venue inspecter le Parc des Sports d'Avignon le 2 juin 2009, a autorisé l'Athlétic Club Arles-Avignon à monter en Ligue 2 et à jouer au Parc des Sports d'Avignon.
Une nouvelle rénovation a eu lieu à l'été 2010 à la suite de la montée de l'AC Arles-Avignon en Ligue 1. La capacité du stade pour la saison 2010-2011 est de 17 518 places. Deux nouvelles tribunes ont vu le jour. La tribune populaire Nord et la Tribune populaire Sud. La tribune Jean Rey, elle, a subi quelques rénovations. Enfin, la tribune Baranka a agrandi son nombre de places, de places en loges et les locaux accueillant la presse et les médias. À noter également que l'éclairage a lui aussi été amélioré.
De retour en Ligue 2, l'AC Arles-Avignon voit son affluence fortement diminuer lors des saisons qui suivent la descente depuis la Ligue 1. Le soutien populaire excède difficilement les 2 000 spectateurs.
Le record d'affluence est battu avec 17 537 spectateurs le 1er novembre 2013 à l'occasion d'une rencontre entre le XIII de France et l'équipe de Nouvelle-Zélande, comptant pour la Coupe du monde de rugby à XIII 2013.

## Tribunes
La pelouse du Stade d'Honneur de la Plaine des Sports est entourée par quatre tribunes :
- la Tribune Baranka, à l'Ouest,
- la Tribune Jean Rey à l'Est,
- la Tribune Nord,
- et la Tribune Sud.

### Tribune Baranka
La Tribune Baranka contient environ 4 500 sièges disponibles et contient la tribune présidentielle et des loges, réservées notamment à l'accueil des V.I.P.
Elle est l'une des deux tribunes couvertes du stade. La tribune de presse est aussi présente de ce côté-ci du stade. Elle est la plus grande tribune du stade.

### Tribune Jean Rey
La Tribune Jean Rey est celle qui fait face à la Tribune Baranka. Elle est avec celle-ci, la deuxième tribune couverte du stade et possède une capacité d'environ 2 000 places. Elle est la plus petite tribune du stade.

### Tribune Nord
La Tribune Nord peut accueillir 7 386 personnes en comptant le parcage visiteur d'environ 800 places. La particularité de cette tribune est qu'elle est colorée en bleu et jaune.

### Tribune Sud
La Tribune Sud peut accueillir 3 520 places et est, elle aussi, colorée en bleu et jaune.